# Zięblice (gromada)
Zięblice (alt. Ziemblice) – dawna gromada, czyli najmniejsza jednostka podziału terytorialnego Polskiej Rzeczypospolitej Ludowej w latach 1954–1972.
Gromady, z gromadzkimi radami narodowymi (GRN) jako organami władzy najniższego stopnia na wsi, funkcjonowały od reformy reorganizującej administrację wiejską przeprowadzonej jesienią 1954 do momentu ich zniesienia z dniem 1 stycznia 1973, tym samym wypierając organizację gminną w latach 1954–1972.
Gromadę Zięblice z siedzibą GRN w Zięblicach utworzono – jako jedną z 8759 gromad na obszarze Polski – w powiecie pińczowskim w woj. kieleckim, na mocy uchwały nr 13h/54 WRN w Kielcach z dnia 29 września 1954. W skład jednostki weszły obszary dotychczasowych gromad Zięblice, Dębiany i Zagajów ze zniesionej gminy Czarkowy w tymże powiecie. Dla gromady ustalono 13 członków gromadzkiej rady narodowej.
1 stycznia 1956 gromada weszła w skład nowo utworzonego powiatu kazimierskiego w tymże województwie.
Gromadę zniesiono 31 grudnia 1959, a jej obszar włączono do gromad Sokolina (wsie Dębiany i Zagajów, parcelację Dębiany i przysiółek Bugaj Zagajewski) i  Gabułtów (wieś Zięblice, parcelację Zięblice oraz przysiółek Bugaj Zięblicki).